# Roger II de Montgommery
Pour les articles homonymes, voir Montgommery.
Roger de Montgommery (ou Montgoméri, Montgomery) dit Roger le Grand (décédé le 27 juillet 1094), seigneur de Montgommery, vicomte de l'Hiémois, et sire d'Alençon, fut l'un des seigneurs les plus riches de l'Angleterre nouvellement conquise par Guillaume le Conquérant. Il créa l'une des seigneuries les plus puissantes et stratégiquement importantes apparues après la conquête normande. Il fut 1er comte de Shrewsbury à partir de 1074.

## Un proche de Guillaume le Conquérant
Il était le fils d'un autre Roger de Montgommery, vicomte d'Hiémois, un fidèle du duc de Normandie Robert le Magnifique. Roger de Montgommery hérita des vastes domaines de son père, situés principalement dans le sud du pays d'Auge, au centre de la Normandie.
On ne connaît pas vraiment son attitude pendant la minorité de Guillaume de Normandie, fils et successeur de Robert le Magnifique. Les guerres entre barons normands troublaient cette période (1035-1047) et bafouaient l'autorité ducale. L'historien contemporain Guillaume de Jumièges raconte que Roger et ses quatre frères se livrèrent à « toutes sortes de crimes » mais il ne développe pas. Craint-il d'offenser Roger qui, au temps de la rédaction de l'ouvrage (vers 1070), est devenu l'un des plus puissants barons anglo-normands et l'un des fidèles de Guillaume le Conquérant? À l'inverse, on peut penser que si Roger est né vers 1030, il n'a pas pu participer activement à ces troubles en raison de son jeune âge.
Ce qui est sûr, c'est que pendant l'enfance du duc, la famille de Montgommery ne fut pas particulièrement fidèle au prince : le père Roger Ier a dû quitter la Normandie, sûrement parce qu'il s'était révolté ou avait comploté contre le pouvoir ducal ; l'un des frères, Guillaume, a assassiné le sénéchal du jeune duc Osbern ; vers 1040, le tuteur du duc Alain III de Bretagne trouva la mort en assiégeant le château de Montgommery. La position de Roger de Montgommery est beaucoup plus claire après l'affermissement du pouvoir de Guillaume de Normandie. En 1050, il faisait partie des principaux conseillers du duc : il contresigna une charte du duc en faveur de l'abbaye d'Ouche aux côtés des grands barons et évêques de Normandie.
Le duc Guillaume le nomma vicomte d'Exmes (ou d'Hiémois), une fonction qu'occupait autrefois son père Roger Ier. Conscient de son importance, Roger II n'hésita pas à s'intituler « comte de Montgommery » dans deux chartes ducales  alors que son domaine n'était qu'une simple châtellenie.
En 1066, Guillaume le Bâtard partit à la conquête de l'Angleterre mais Roger ne l'accompagna pas. Il fournit tout de même 60 navires pour l'expédition et appuya la duchesse Mathilde, aux côtés de Lanfranc et de Roger de Beaumont, dans le gouvernement et la défense de la Normandie.

## L'alliance avec la famille de Bellême

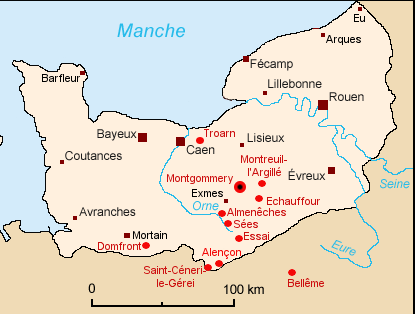
La Normandie ducale et les lieux en relation avec les Montgommery.

Après 1050 (selon l'historien Lucien Musset), Roger de Montgommery épousa, sur l'impulsion du duc, Mabile, la fille du terrible Guillaume II Talvas de Bellême. Il nouait ainsi une alliance avec la famille de Bellême dont les membres s'évertuaient depuis plusieurs dizaines d'années à former une principauté indépendante de la Normandie et du Maine. Cette union matrimoniale permit à Guillaume de Normandie de voir revenir la seigneurie de Bellême dans le giron normand.
De concert avec sa femme et l'oncle de cette dernière, l'évêque de Sées Yves de Bellême, Roger de Montgommery refonda le monastère Saint-Martin de Sées. Dans les années 1050, il installa une communauté monastique à Troarn (Calvados) et enfin restaura l'abbaye féminine d'Almenèche (Orne).
Ces actes pieux n'empêchaient pas le seigneur de Montgommery de malmener les propriétés et les moines de l'abbaye d'Ouche. Il suivait en cela la politique de sa femme Mabille qui vouait une haine féroce aux familles Giroie et de Grandmesnil, fondatrices de ce monastère. Le couple réussit même à obtenir du duc l'exil (temporaire) d'Hugues de Grandmesnil et à récupérer vers 1068 les domaines des Giroie (Montreuil-l'Argillé et Échauffour).
Selon les mots d'Ordéric Vital, Guillaume le Conquérant avait un « attachement pour Roger et Mabille ».

## RogerIIde Montgommery en Angleterre

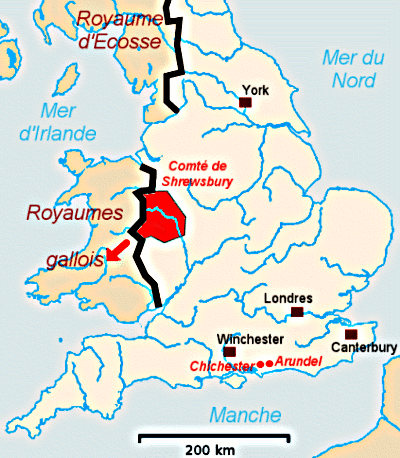
Les possessions de de Montgommery en Angleterre.

En décembre 1067, Roger II de Montgommery accompagna outre-Manche son duc, devenu roi d'Angleterre. Il reçut d'abord le rape d'Arundel (comprenant la ville de Chichester), deux lieux essentiels à la défense du sud de l'Angleterre. Ce secteur se révéla particulièrement calme. Guillaume le Conquérant confia alors à son fidèle compagnon une région plus troublée : le Shropshire (dont la ville principale est Shrewsbury), en novembre 1071, avec des pouvoirs palatins. Quelques historiens pensent que son élévation au rang de comte date de fin 1074. Aux côtés d'Hugues d'Avranches, comte de Chester et de Roger de Breteuil, comte de Hereford, le nouveau comte devait protéger le royaume contre les incursions galloises. En conséquence, plusieurs châteaux furent élevés dont celui de Montgomery, à la limite du comté. En 1093, l'année avant sa mort, Roger de Montgommery s'empara de Ceredigion et Dyfed, le cœur du royaume gallois de Deheubarth.
Pendant le règne de Guillaume le Conquérant, Roger comptait parmi les six plus puissants seigneurs d'Angleterre. En plus d'une grande partie du Sussex, incluant le rape d'Arundel et les sept huitièmes du Shropshire inclus dans le comté de Shrewsbury, il possédait des domaines dans le Surrey, le Hampshire, le Wiltshire, le Middlesex, le Hertfordshire, le Gloucestershire, le Worcestershire, le Cambridgeshire, le Warwickshire et le Staffordshire. Après 1087, la gestion de ses biens continentaux était laissée à son fils aîné Robert II de Bellême.

## Révoltes en 1087-1088
La mort de Guillaume le Conquérant en 1087 remit en cause la fidélité de Roger de Montgommery. Il rejoignit la rébellion de 1088, afin de renverser le roi Guillaume II le Roux nouvellement couronné. Guillaume réussit à convaincre Roger d'abandonner la rébellion et à prendre son parti. Bien lui en prit car les rebelles furent vaincus et perdirent toutes leurs possessions en Angleterre.
Quelques mois plus tard, le duc de Normandie Robert Courteheuse arrêta son frère Henri Beauclerc et Robert II de Bellême, le fils de Roger de Montgommery car il les soupçonnait de comploter contre lui. Le comte de Shrewsbury n'apprécia pas cet affront fait à sa famille : il traversa la Manche, débarqua en Normandie et gagna l'Hiémois. Là, il commanda la mise en défense des châteaux familiaux (ainsi que ceux que son fils avaient usurpés): Bellême, Essai, Alençon, Saint-Céneri-le-Gérei, Domfront. Le duc de Normandie Robert Courteheuse mena campagne contre le rebelle, prit quelques forteresses puis étonnamment congédia son armée. Il finit par faire la paix avec l'ancien fidèle de son père et accepta la libération de Robert II de Bellême. Roger regagna alors l'Angleterre.
À la fin de sa vie, le vieux comte se retira comme moine dans l'abbaye de Shrewsbury qu'il avait fondée en 1083 (c'était tout de même le quatrième monastère qu'il fondait ou restaurait). Trois jours plus tard, il y mourut.
En 1094, juste après sa mort, une conjonction d'événements favorables aux Gallois conduisit à un soulèvement général du Pays de Galles. Les Gallois reprirent de nombreuses terres aux Normands (Deheubarth, Pembroke, Anglesey etc.), et dévastent le Shropshire. À la fin de l'année, toutes les conquêtes des Montgommery étaient perdues.

## Famille et descendance
En premières noces, Roger II de Montgomery épousa Mabille Talvas († 1077), fille de Guillaume II Talvas et héritière d'un vaste domaine aux confins de la Normandie et du Maine : la seigneurie de Bellême. Il en eut dix enfants.
Roger épousa ensuite Adélaïde de Breteuil, fille d'Évrard, comte de Breteuil, seigneur du Puiset et vicomte de Chartres, dont il eut un fils : Éverard.
À sa mort, les biens de Roger furent divisés. Robert II, le plus âgé de ses enfants survivants reçut la majorité des terres normandes. Le suivant, Hugues, reçut en partage les terres anglaises et le comté de Shrewsbury. À la mort de Hugues, son frère aîné Robert hérita du comté.
| Nom                             | Naissance | Décès              | Notes |
| ------------------------------- | --------- | ------------------ | --- |
| de Mabel Talvas de Bellême.     |           |                    | |
| Roger Montgomery                |           | 1066               | |
| Robert de Bellême dit le Diable | 1052      | 1113               | en tant que fils aîné, il hérita des terres normandes de son père et de sa mère et fut seigneur de Bellême. Après le décès de son frère, il fut le 3e comte de Shrewsbury. |
| Hugues de Montgommery           |           | 1098               | 2e comte de Shrewsbury ; |
| Roger dit le Poitevin           | vers 1055 | entre 1122 et 1140 | Il épousa Almodis, fille du comte Aldebert II de la Marche, comte de la Marche du chef de sa femme.                                                                        |
| Philippe                        |           | 1099               | Mort en croisade au siège d'Antioche |
| Arnulf                          | vers 1068 | entre 1118 et 1122 | Gros propriétaire dans le comté de Pembroke, mais ne fut pas comte. Il s'exila en Écosse.                                                                                  |
| Emma                            |           |                    | abbesse d'Almenêches |
| Maud                            |           |                    | épouse de Robert de Mortain, comte de Mortain, frère utérin de Guillaume le Conquérant qui jouit de sa parenté.                                                            |
| Mabel                           |           |                    | épouse de Hugues de Châteauneuf-en-Thimerais. |
| Sibyl                           |           |                    | épouse de Robert Fitzhamon, compagnon du Conquérant |
| d'Adélaïde du Puiset.           |           |                    | |
| Éverard                         |           | vers 1135          | Clerc à la chapelle d'Henri Ier Beauclerc |